# Colin Morris (allenatore di calcio)
Colin Percival Morris (Worchester, 25 settembre 1952 – Birmingham, 21 ottobre 2000) è stato un allenatore di calcio inglese.

## Carriera
Morris è stato il selezionatore della Nazionale olimpica di calcio del Canada che prese parte al torneo di calcio della XXI Olimpiade, competizione in cui però non riesce a superare la fase a gironi. Nonostante il risultato negativo Morris affermò che la squadra si comportò al meglio e, il nazionale olimpico Kevin Grant ne ricorda il buon lavoro organizzativo e il suo tentativo di trasformarli in una vera squadra.